# 父子鷹 (1994年のテレビドラマ)
『父子鷹』（おやこだか）は、1994年1月11日から同年3月22日まで日本テレビ系列局で放送されていた松竹製作の時代劇である。全11話。放送時間は毎週火曜 20:00 - 20:54 （日本標準時）。

## 概要
子母沢寛の同名小説及びその続編である『おとこ鷹』を原作とする。剣術・洋学修行に励む若き日の勝麟太郎（後の勝海舟）と、その父で型破りな無頼漢として知られた勝小吉の2人を、実際の親子である市川染五郎（7代目）と松本幸四郎（9代目）が演じた。

### キャスト
- 勝小吉：松本幸四郎
- 勝麟太郎（海舟）：市川染五郎
- お信（小吉の妻・麟太郎の母）：山本陽子
- 君江（おたみ、のち麟太郎の妻）：畠田理恵
- お順（麟太郎の妹、のち象山の妻）：高橋かおり
- 佐久間象山：磯部勉
- 男谷彦四郎（小吉の兄）：神山繁
- 男谷精一郎（麟太郎の従兄、直心影流師範）：堤大二郎
- 島田虎之助：梨本謙次郎
- 都甲市郎左衛門：金子信雄
- 高野長英：山内としお
- 遠山金四郎：大出俊
- 栄助：下川辰平
- お六：石井富子
- お糸：芦川よしみ
- 清明：蜷川有紀
- 岡野江雪：北村総一朗
- 小林隼太：河原崎建三
- 岡野孫一郎：安藤一夫
- 平太：不破万作
- 秋田定助：原田清人
- 東間陳助：井上高志
- 大川丈助：下塚誠
- 鉄五郎：草薙幸二郎
- 大館三十郎：浜田晃
- 金子上次助：うえだ峻
- 喜七：芝本正
- 堀田甚三郎：伊庭剛
- 矢部哲次郎：青木卓司
- 小野兼吉：谷口高史
- 西園寺章雄
- ナレーター：柳生博

### スタッフ
- 原作：子母澤寛（『父子鷹』『おとこ鷹』より）
- プロデューサー：須永元（NTV）、武田功（松竹）
- 構成：吉田剛
- 脚本：吉田剛、田上雄、鈴木生朗
- 音楽：横山菁児
- 監督：舛田利雄、奥村正彦
- 制作：日本テレビ
- 製作・著作：松竹株式会社

### 主題歌
「新しい静けさ」
作詞・作曲・歌：伊勢正三（フォーライフ）
編曲：重実徹

### 各話サブタイトル
- 第1話 「春、子鷹飛び立つ」
- 第2話 「親離れ 子離れ」
- 第3話 「親ごころ 子ごころ」
- 第4話 「甘い酒 苦い酒」
- 第5話 「春は名のみの…」
- 第6話 「身を捨ててこそ」
- 第7話 「日暮れて野辺の送り」
- 第8話 「ちぎれ雲、涙雨」
- 第9話 「気掛かりな娘の縁談」
- 第10話 「親父を越えていけ」
- 最終話 「薄れゆく光の中で」

### 備考
本作は、『伝七捕物帳』以降の日本テレビ系火曜日夜8時枠で唯一の松竹制作作品である。本作以前（すなわち『伝七』から『闇を斬る!大江戸犯科帳』まで）の作品は、一貫してユニオン映画が制作を手掛けており、本作の後番組である『江戸の用心棒』から『さむらい探偵事件簿』までの作品は再びユニオン映画制作となった。したがって本作は、ユニオン映画が制作に関与していない唯一の作品と言える。